# Toque de Vida
Toque de Vida é um programa religioso exibido no canal Ulbra TV diariamente, às 7h15, [com reprise às 12h e às 23:45.] Teve, ate o inicio de 2017, a apresentação do pastor Lucas André Albrecht.
O programa foi ao ar pela primeira vez em 26.11.2004, data em que a Ulbra TV entrou no ar no canal 48 UHF em Porto Alegre. Com a duração de 8 minutos, apresenta uma breve reflexão seguida de um videoclipe musical. Nas segundas, sextas e sábados, um pastor convidado apresenta a mensagem. Aos domingos pela manhã, exibe o Culto cristão luterano, com duração de 1h.  Em 2013, um programa de debates e variedades passou a ser apresentado aos domingos, alternadamente com a exibição dos cultos., encerrada em 2014.
Em 2015, a ULBRA TV passou a exibir também o Minuto Toque de Vida, mensagens de até 2 minutos, nos intervalos da programação. 